# An–225
Az An–225 Mrija (ukr.: Мрія, magyarul: Álom, NATO-kódja: Cossac) a szovjet Antonov tervezőirodában, Kijevben az 1980-as évek második felében kifejlesztett teherszállító repülőgép. 640 tonnás maximális felszálló tömegével 2022-ben is a világ legnehezebb repülőgépe volt, amely maximálisan 250 tonna hasznos teher szállítását is lehetővé tette. Fizikai méreteit tekintve ugyancsak a legnagyobb repülőgép, az Egyesült Államokban a második világháború után épített és mindössze egyszer repült Hughes H–4 Hercules fesztávja viszont meghaladta az An–225-ét. A Szovjetunió felbomlása következtében mindössze egy üzemelő és egy részben megépített példánya készült el, ez utóbbit egy 2016-os döntés szerint be akarták fejezni kínai export céljából. 
2022 februárjában az Ukrajna elleni orosz invázió részeként lezajlott hosztomeli repülőtéri csata során a karbantartás alatt álló gép kigyulladt. Egy március 4-én közzétett felvétel alapján a gép javíthatatlan károkat szenvedett.

## Története
Az An–225-öt a szovjet űrprogram kiszolgálására fejlesztették ki. Elsődleges feladata a Buran űrrepülőgép és az Enyergija hordozórakéta részegységeinek a szállítása volt. E szerepkörben a Mjasziscsev VM–T repülőgépeket váltotta fel. A nagy méretű terheket a törzsben vagy a törzs felett lehet elhelyezni.
A tervezőmunka 1985-ben kezdődött el Petro Balabujev irányításával. A gép főkonstruktőre Viktor Tolmacsov volt. A repülőgép megépítéséig mindössze három és fél év telt el. A rövid fejlesztési idő mindenekelőtt annak volt köszönhető, hogy a repülőgép alapvetően az An–124-en alapul, így annak számos berendezését és részegységét – például a hajtóműveket is – alkalmazták. A repülőgép első repülésére 1988. december 21-én került sor Kijevben. 1989 márciusában 500 tonnás felszálló tömeggel több repülési világrekordot állítottak fel vele.
2019-től 18 hónapon keresztül felújításon és modernizáción  esett át. Ennek során új hajtóművezérlő rendszert kapott. A felújítást követően 2020. március 25-én emelkedett először a levegőbe. A nagyjavítást követő berepülés után 2020. április 11-én indult első üzemszerű útjára. A következő időszakban Kínából szállított Európába egészségügyi eszközöket a koronavírus elleni tevékenységhez.

### 2022-es orosz invázió Ukrajna ellen

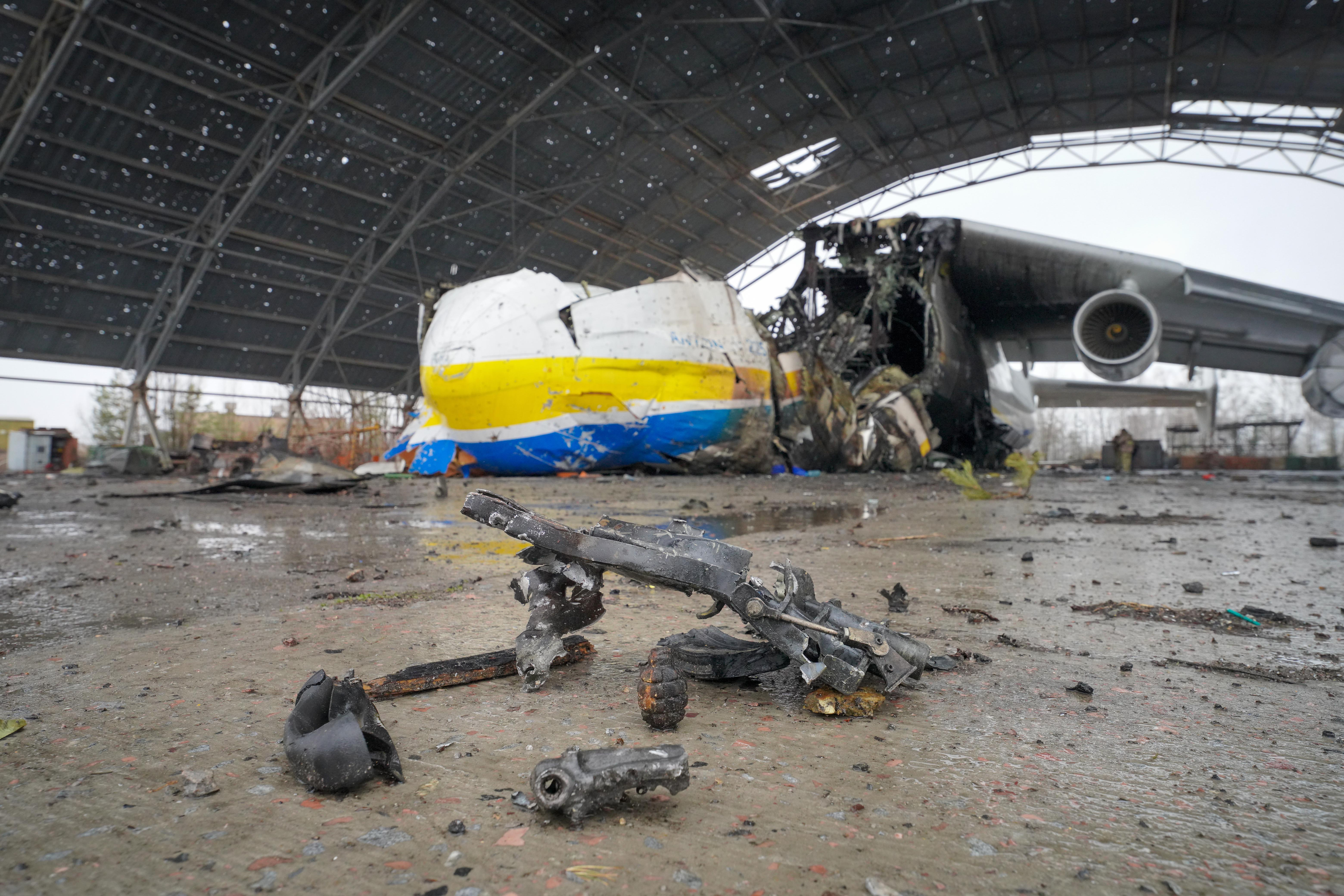
Az An-225 Mrija roncsa az Antonov repülőtér hangárjában. A repülőgép orr-része leszakadt, a bal szárny részben sértetlennek tűnik

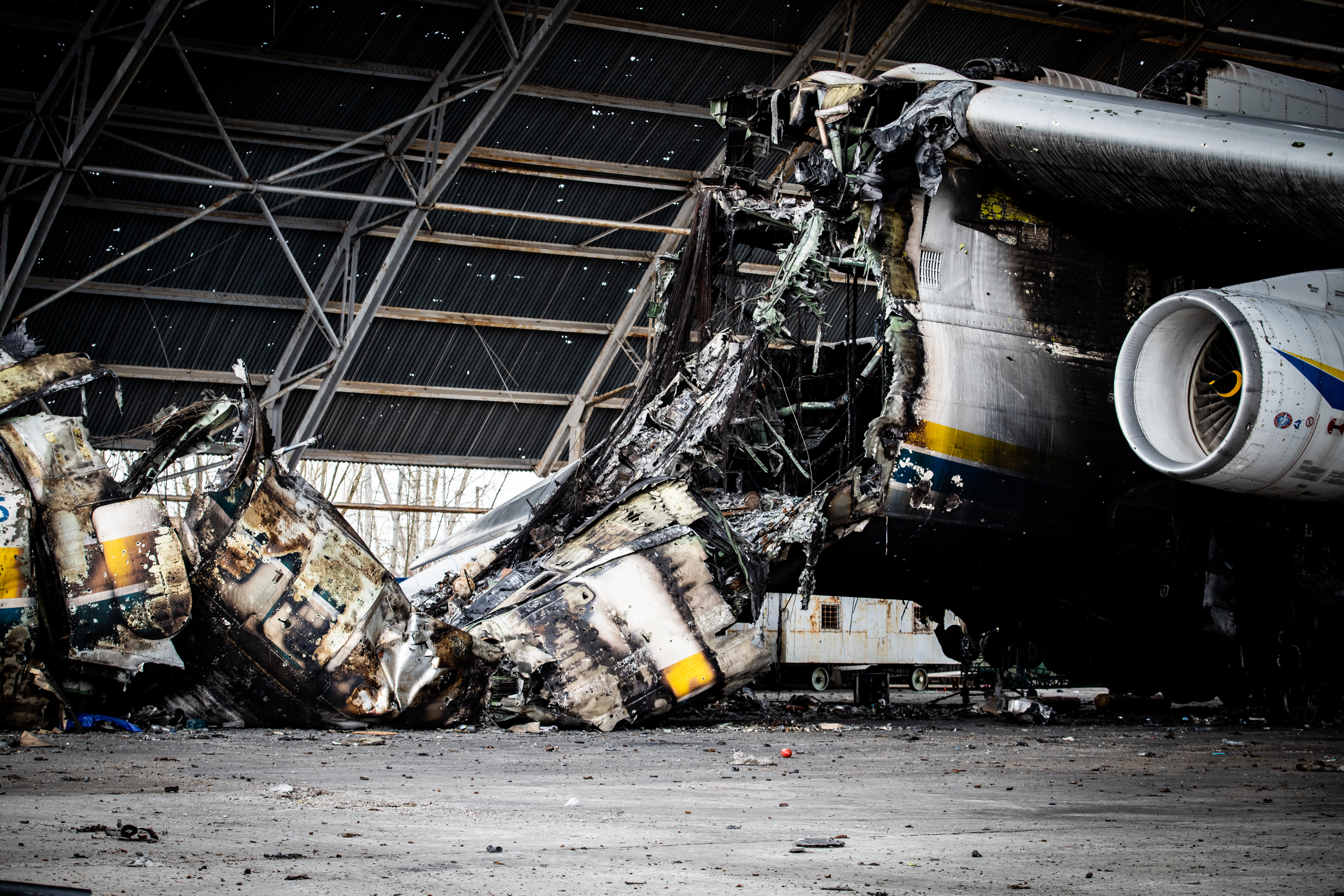
Az orrész sérülése oldalnézetből

Az Ukrajna elleni 2022-es orosz invázió első napjaiban a gép a hosztomeli Antonov-repülőtéren parkolt, amelynek birtoklásáért többször összecsaptak az orosz és az ukrán erők. Február 24-én még azt közölték, hogy a repülő sértetlen. Február 25-én az Antonov-cég a  Twitteren azt írta, hogy nincs pontos információja a repülőgép állapotáról. Február 27-én meg nem erősített fényképeket tettek közzé a Twitteren a hosztomeli repülőtér hangárjában felgyújtott és a megsemmisültnek hitt repülőgépről. Később az Ukroboronprom (az Antonov anyavállalata) közleménye megerősítette, hogy a gép a február 24-én kezdődött orosz támadás során megsemmisült. Dmitro Kuleba ukrán külügyminiszter is erről számolt be a Twitteren, és újjáépítést ígért. Március első napjaiban egy február 28-án készített műholdképet tettek közzé, amelyen a gép farka sértetlennek látszik. Március 4-én egy orosz tévéstáb által készített felvétel szerint a repülőgép jobb szárnya és az orra letört. Az orr-rész a pilótafülkével együtt gyakorlatilag megsemmisült, a gép súlyos károkat szenvedett.

## Szerkezeti kialakítása

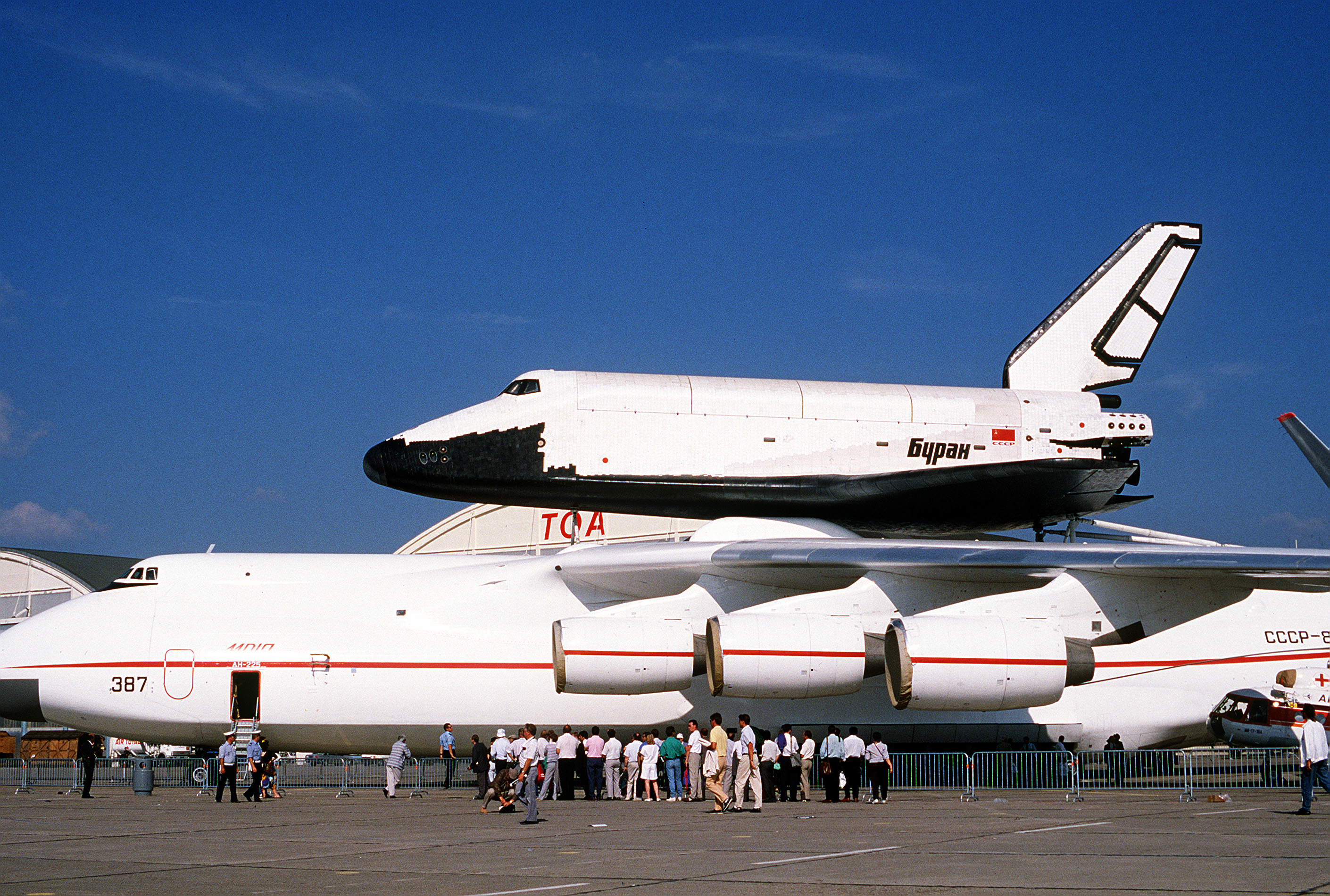
Az An–225 tetején a Buran űrrepülőgép (Le Bourget légikiállítás, 1989)

Az An–225 törzse az An–124-től származik, annak meghosszabbított változata, a két repülőgép törzsének keresztmetszete megegyezik. A törzsben kialakított hermetizált (túlnyomásos) tehertér hossza 43 m, szélessége 6,4 m, magassága 4,4 m. A tehertér fölötti törzsrészben 60–70 fő szállítására alkalmas utasteret alakítottak ki. A repülőgép tömegének csökkentése érdekében a törzs hátsó részén nem alakítottak ki teherajtót és rámpát. A tehertérbe kizárólag a felnyitható orr-részen keresztül lehet rakodni. Az elülső teherajtó és a rakodó rámpák nyitása 7 percet vesz igénybe. A törzsön kívül szállítandó teher rögzítésére a repülőgép tetején rögzítési pontokat alakítottak ki. Futóművét ugyancsak az An–124-től örökölte, de annak öttengelyes elrendezése helyett héttengelyes főfutója van. Az utolsó négy futótag elfordítható, a földi manőverezés megkönnyítése érdekében maguktól beállnak a kívánt irányba. A repülőgép a földön 60 m átmérőjű körön tud megfordulni.
A szárny az An–124 szárnyának átalakított változata. A vezérsíkok esetében azonban nagyobb átalakítást végeztek. A repülőgépen kívül elhelyezhető teher miatt a hagyományos függőleges vezérsík helyett osztott függőleges vezérsíkokat alkalmaztak, amelyek a nagyméretű vízszintes vezérsíkok végén helyezkednek el. Ezzel a megoldással a külső teher mögött keletkezett örvénylés nem zavarja a függőleges vezérsíkokat. Így kívül akár 70 m hosszú és 7–10 m átmérőjű terhek is elhelyezhetők.

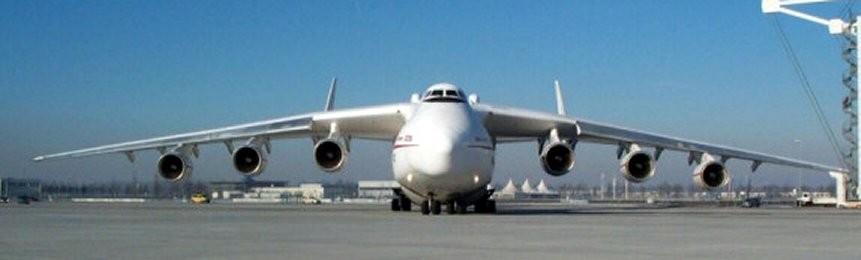
Az An–225 szemből

Az An–225-be az An–124-nél is alkalmazott, a zaporizzsjai Motor Szics által gyártott Lotarjov D–18T kétáramú gázturbinás sugárhajtóműveket építették, a nagyobb felszállótömeg miatt azonban négy helyett hat hajtóművet kapott a gép, amelyekből 3-3 db-ot függesztettek a félszárnyak alatti pilonokra. A hat hajtómű össz-tolóereje 1377 kN.
A hat- vagy hétfős személyzetnek helyet adó pilótafülke a repülőgép orrában magasan, a tehertér ajtaja fölött helyezkedik el. A repülőgép elektronikai rendszerei, rádiótechnikai berendezései és a pilótafülke berendezései megegyeznek az An–124-ével. A gép orrában meteorológiai és navigációs radarberendezés kapott helyet.

## Alkalmazása

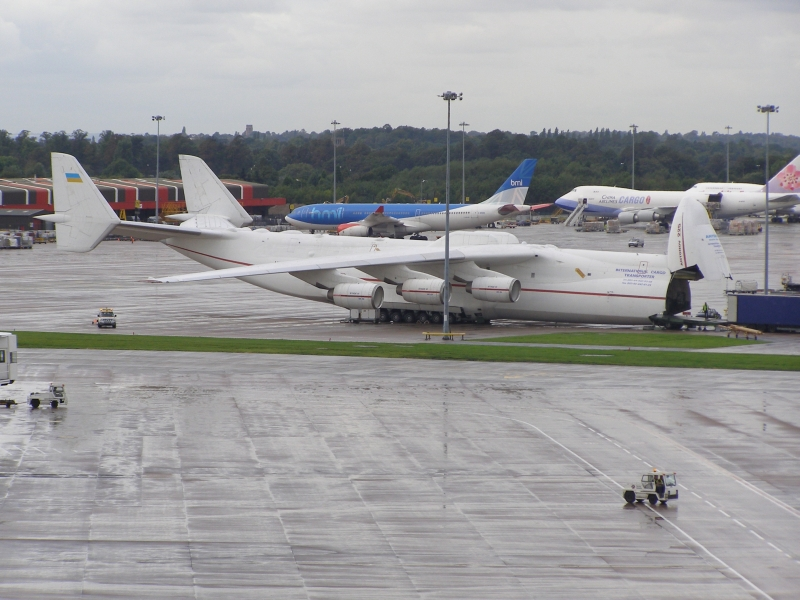
Az An–225 rakodás közben

A repülőgépet eredetileg a Buran- és Enyergija-program kiszolgálására építették, ennek megfelelően alkalmazásának első időszaka a szovjet űrprogramokhoz kapcsolódik. Első alkalommal 1989. április 13-án szállította a Buran űrrepülőgépet a Moszkva melletti Zsukovszkijból a kazahsztáni Bajkonurba. Egy hónappal később a franciaországi Le Burget-ban a repülőgépet a nyilvánosság előtt is bemutatták. 1990-ben részt vett az angliai Farnborough-ban rendezett repülőnapon, majd 1991-ben ismét Le Bourget-ban láthatta a közönség a gépet. 1993-ban a Zsukovszkijban rendezett MAKSZ 93 légiparádén már az UR–82060 ukrán lajstromjellel volt látható.
Egyetlen működő példánya üzemelt az An–225-nek. Egy második példány építését is elkezdték Kijevben az 1980-as évek végén, de a Szovjetunió felbomlása és a Buran-program lezárása miatt a majdnem kész repülőgépet nem fejezték be, és az üzemképes első példány is hangárba került, később a hajtóműveit kiszerelték és An–124-ekbe szerelték be őket.
Az 1990-es évek végén merült fel az igény az olyan kereskedelmi célú teherszállítási feladatokra, amelyek az An–124-nél is nagyobb repülőgépet igényelnek. Így az 1989-ben a kijevi Antonov Tervezőiroda által alapított és nagyméretű, nehéz terhek szállítására szakosodott, főleg An–124 és An–12 repülőgépeket üzemeltető Antonov légitársaság (Авіалінії Антонова) ismét repülőképes állapotba hozta, majd üzembe állította az An–225-öt. Állandó bázisa az Antonov tervezőiroda által üzemeltetett Hosztomeli repülőtér lett.
2001. április 26-án a típus megkapta a nemzetközi légialkalmassági bizonyítványt. Első kereskedelmi célú repülését 2002. január 31-én hajtotta végre, amikor Stuttgartból Ománba szállított 187,5 t élelmiszert az ott állomásozó amerikai csapatok ellátására. Ezt követően a gép az Antonov légitársaság színeiben, valamint a nagy-britanniai Air Foyle HeavyLift céggel közösen részt vett a rendszeres teherforgalomban. Az An–225-öt gyakran igénybe vette az Egyesült Államok és a NATO különféle külföldi katonai misszióinak ellátására. Magyarországon először 2008. január 19-én járt, a Budapest Ferihegy Nemzetközi Repülőtéren.

## Műszaki adatok

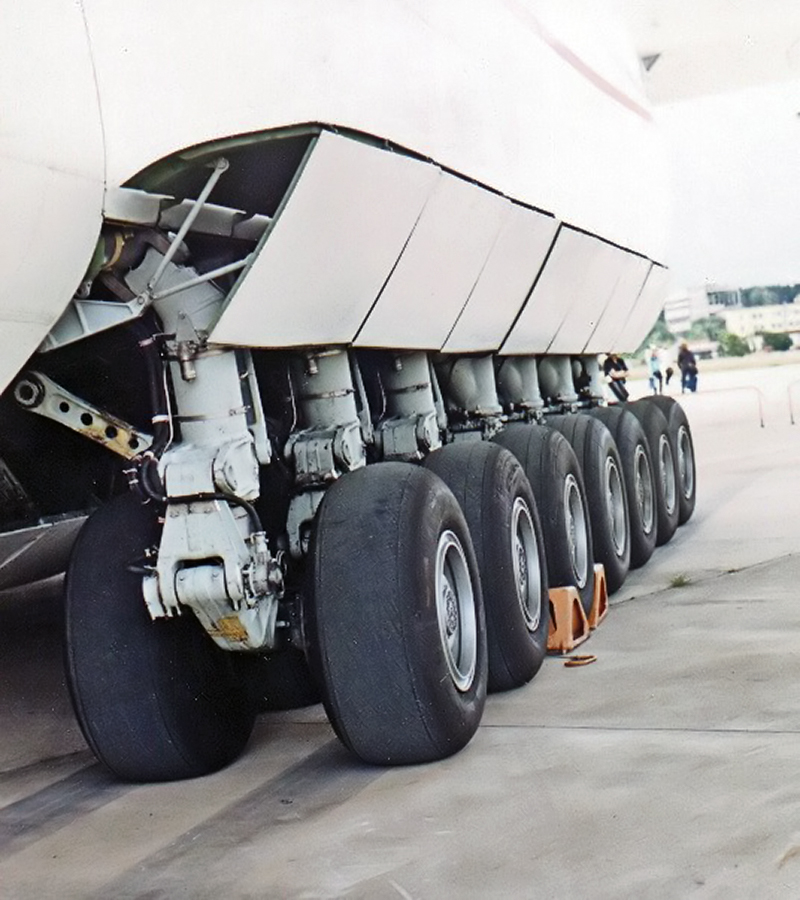
A héttengelyes főfutó

A világ legnagyobb repülőgépeinek méret-összehasonlítása

### Általános adatok
- Személyzet: 6-7 fő
- Szállítható személyek száma: 70 fő

### Méret- és tömegadatok
- Hossz: 84 m
- Fesztáv: 88,4 m
- Szárnyfelület: 905 m²
- Magasság: 18,1 m
- Vezérsíkok fesztávja: 32,65 m
- Tehertér mérete: 4,4×6,4×43 m
- Legnagyobb felszállótömeg: 640 000 kg
- Legnagyobb hasznos terhelés: 250 000 kg

### Hajtóművek
- Hajtóművek száma: 6 db
- Hajtómű típusa: Lotarjov D–18T sugárhajtómű
- Tolóerő (egyenként): 229,5 kN

### Repülési adatok
- Utazósebesség: 850 km/h
- Utazómagasság: 9000 m
- Szolgálati csúcsmagasság: 11 000 m
- Legnagyobb repülési távolság: 15 400 km
- Repülési távolság 200 t terheléssel (tehertérben): 4500 km
- Repülési távolság 150 t terheléssel (tehertérben): 7000 km